# Brigham and Women’s Hospital

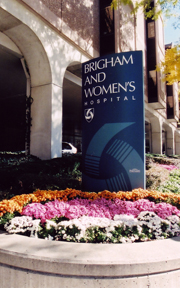
Der Eingang zum Krankenhaus

Das Brigham and Women’s Hospital (BWH, The Brigham) ist das größte Krankenhaus in der Longwood Medical and Academic Area (LMA) in Boston und nach dem Massachusetts General Hospital (MGH) das zweitgrößte Lehrkrankenhaus der in der LMA ansässigen Harvard Medical School. Es befindet sich an der Adresse 75 Francis Street.

## Geschichte
Das BWH ging 1980 aus dem Zusammenschluss von drei Krankenhäusern in Boston hervor, die alle mit der Harvard Medical School verbunden waren:
- Peter Bent Brigham Hospital, gegründet 1913
- Robert Breck Brigham Hospital, gegründet 1914
- Boston Hospital for Women, das wiederum 1966 aus dem Zusammenschluss des Boston Lying-in Hospital (gegründet 1832) und des Free Hospital for Women (gegründet 1875) hervorging.

Das Haus verfügte im Jahr 2012 über 793 Betten und beschäftigte rund 15.000 Angestellte, davon 3.000 Ärzte, 1.000 Forscher sowie 2.800 Krankenschwestern. Seit demselben Jahr ist auch das Faulkner Hospital an das BWH angeschlossen, das Partner des Dana-Farber/Harvard Cancer Center ist.

## Medizinische Leistungen
Das BWH hat insbesondere über einen seiner Vorläufer, dem Peter Bent Brigham Hospital, eine lange Tradition medizinischer Errungenschaften. Beispielsweise gelang dort 1954 die erste erfolgreiche Nierentransplantation (Joseph Edward Murray, John P. Merrill. Leiter der Chirurgie war damals Francis Daniels Moore), und Chefchirurgen waren dort unter anderem auch Harvey Cushing und Elliott Cutler.